# Pagowan
Pagowan is een bestuurslaag in het regentschap Lumajang van de provincie Oost-Java, Indonesië. Pagowan telt 3209 inwoners (volkstelling 2010).